# Isaac Jiménez
Isaac Jiménez   (província de San José, 19 de maig de 1918) fou un futbolista costa-riqueny de la dècada de 1940.
Fou internacional amb la selecció de Costa Rica. Pel que fa a clubs, destacà a Club Sport Herediano, Club Sport La Libertad, club amb el que fou camió nacional el 1942 i 1946, i Club Sport Cartaginés.